# Jaime Quintana
Jaime Quintana (Manresa, finals segle xviii-segona meitat del segle XIX). Va obtenir la càtedra de Lleis per la Universitat de Cervera i posteriorment fou professor a l'Institut de Leyes Digesto Viejo.

## Biografia
Jaime Quintana també va ser rector, o rector interí durant el darrer període de la Universitat de Cervera. Quan dita universitat va ser restablerta i ja coneguda com a Universitat de Barcelona en va esdevenir professor amb la càtedra de Novíssima compilació de 6è i 7è any. Va morir a la segona meitat del segle xix.

## Publicacions
- Quintana, Jaume. In funere ilustris admodum atque amplissimi viri D.D. Mariani Ambrosii Escudero et Claver ... oratio: quam ad Academicum Senatum habuit XVI kal. Ian. ann. MDCCCIV Iacobus Quintana .... Cervera: Typis mandabat sub praelo academico Sigismundus Bou et Baranera, post. 1804. Disponible a: Catàleg de les biblioteques de la UB